# ألكسندر بالاس
الكسندر بالاس (185 ق.م - 150 ق.م)(باليونانية القديمة:Ἀλέξανδρoς Bάλας) و ملك الدولة السلوقية و ابن أنطوخيوس الرابع حكم من (150 ق.م - 146 ق.م).
طالب الكسندر بالعرش و لقي دعماً من الرومان و البطالمة في مصر و جماعات أخرى كاليهود و تمكن اخيرا من الانتصار على ديميتريوس الأول (المخلص) عام 150 ق.م , و تزوج من كليوباترا ثيا من سلالة البطالمة.
استغل ديمتيريوس الثاني (الفاتح) ابن ديميتريوس الأول (المخلص) بالتغلب على الكسندر بالاس في معركة انتيوخ عام 145 ق.م و هرب على اثرها الكسندر و التجأ إلى أمير مملكة الأنباط و الذي قام بقطع رأسه.